# Octobre 1799

## Événements
- 2 octobre :
  - République Batave : l’armée anglo-russe remporte la bataille de Alkmaar[1].
  - France : Bataille de la Hennerie.

- 5 octobre : bataille de Saint-Aubin-du-Cormier.

- 6 octobre, République Batave : Guillaume Marie-Anne Brune bat les Britanniques et les Russes à la bataille de Castricum[1].

- 8 octobre (16 vendémiaire an VIII) :
  - Bonaparte débarque à Fréjus.
  - le chouan, Georges Cadoudal s'empare de Sarzeau[2].

- 14 octobre, Guerre de Vendée : les troupes royalistes de Bourmont occupent Le Mans[3].

- 15 octobre : Bataille du Mans.

- 16 octobre (24 vendémiaire an VIII) : Bonaparte regagne Paris par surprise.
  - L'opinion est inquiète et favorable à une révision constitutionnelle renforçant l'exécutif. Les Jacobins réclament des mesures et songent à un coup d'État (Bernadotte). Sieyès, soutenu par le courant révisionniste modéré, envisage lui aussi un coup d'État. Bonaparte est pressenti.

- 18 octobre, République Batave : Brune force les Britanniques à rendre les armes par la convention d'Alkmaar[1].

- 20 octobre : bataille de Nantes.

- 22 octobre : Paul Ier de Russie se retire de la coalition[4]. Après le 18 Brumaire, il songe à se rapprocher de Bonaparte.

- 25 octobre, Inde : protectorat britannique sur Tanjore[5].

- 25 au 26 octobre : Combat de Saint-Brieuc.

- 26 octobre, France : Bataille de Ballée.

- 28 octobre : Combat de Lorge.

- 29 octobre :
  - Paul Ier de Russie signe une alliance avec la Suède à Gatchina[6].
  - bataille de Locminé.
  - Bataille de Montaigu.

## Naissances
- 7 octobre : Antoine-Adolphe Lesourd, journaliste et haut fonctionnaire français († 3 janvier 1852).
- 18 octobre : Christian Schönbein, chimiste allemand puis suisse († 29 août 1868).
- 20 octobre : Heinrich Christian Macklot, naturaliste allemand († 12 mai 1832).

## Décès
- 6 octobre : William Withering, médecin et botaniste britannique (° 17 mars 1741).
- 17 octobre : Louis Claude Cadet de Gassicourt, chimiste et pharmacien français (° 24 juillet 1731).